# Hohneujahrer Pochwäsche

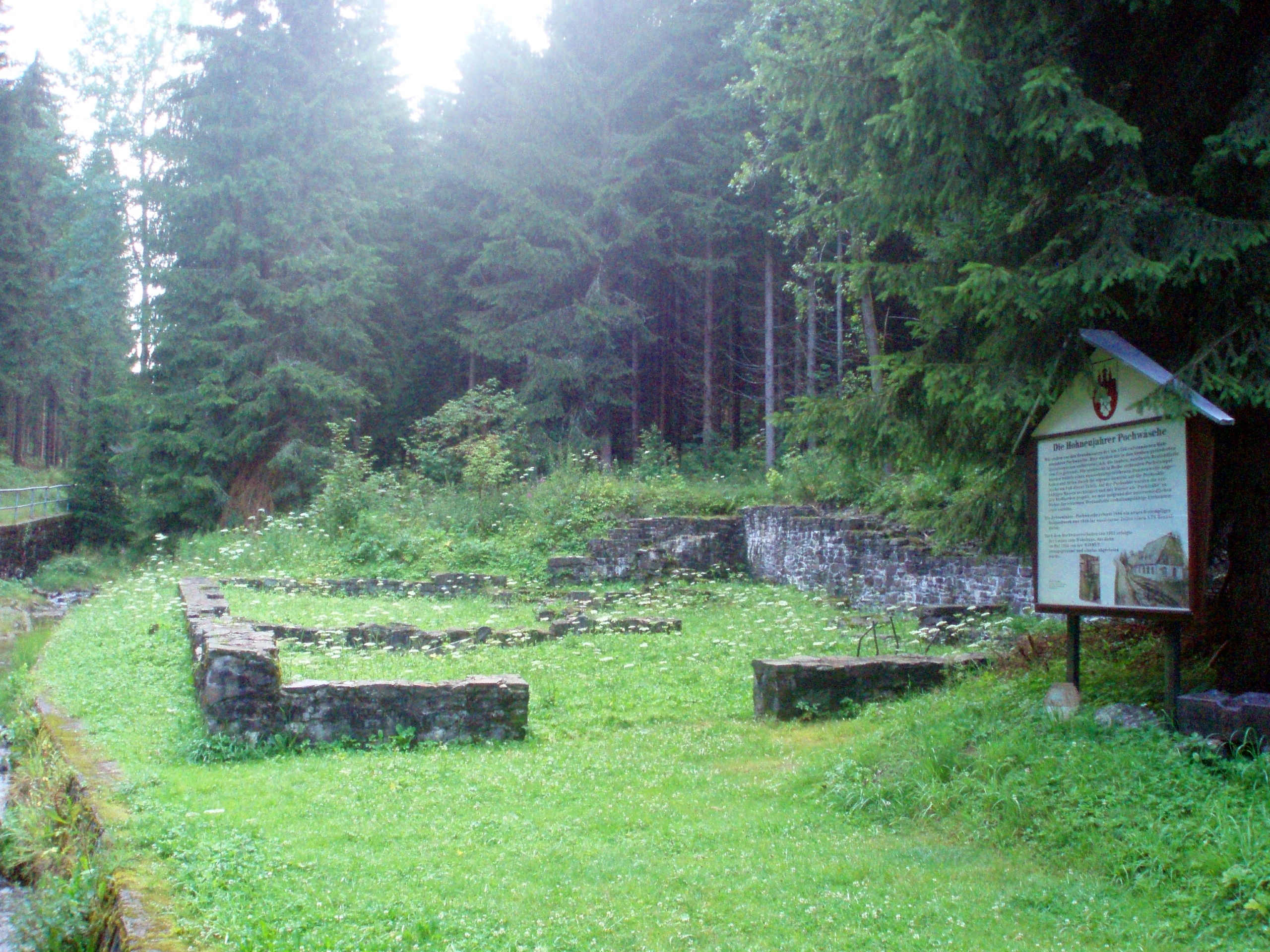
Fundamente des Hohneujahrer Pochwerkes

Die Hohneujahrer Pochwäsche, zeitgenössisch Hohneujahr- und Unverhoffglück Pochwerk, auch Neuejahrs Pochhaus, war eine bergmännische Anlage im Bergrevier Johanngeorgenstadt, Erzgebirgskreis, Sachsen.
Das Pochwerk, in der das Erz vom tauben Gestein getrennt wurde, befand sich im heutigen Ortsteil Jugel der Bergstadt Johanngeorgenstadt und entstand um 1755 im Jugelgrund. Zum Betrieb wurde das Wasser des Jugelbaches und des Pechöfer Grabens genutzt. Die 1838 gebildete Gewerkschaft Vereinigt Feld im Fastenberge nutzte das Pochwerk nicht mehr selbst und verpachtete es zunächst an Fremdpocher. Jedoch deckten die Pochzinseinnahmen nicht den Aufwand für die Erhaltung, zudem führte das Pochen von Braunstein zu einem erhöhten Verschleiß der Anlagen. Nachfolgend wurde das Pochwerk an verschiedene Unternehmer verpachtet, die darin u. a. eine Lohmühle (1831), eine Leistenfabrik und danach bis zu deren Konkurs im Jahre 1853 die Gewehrfabrik Nestler & Krutzsch betrieben. 1886 wurde ein neues, aus sechs Stempeln bestehendes Pochwerk eingebaut, das ab 1919 bei Wasserknappheit des Jugelbaches mit einem Benzolmotor betrieben werden konnte.
Durch den Wolkenbruch am 6. Juli 1931 im Lehmergrund erlitt das Gebäude stärkere Schäden, so dass der bereits kaum noch lohnende Pochwerkbetrieb fortan eingestellt wurde und das Gebäude zu einem Wohnhaus umgebaut wurde. Im Zuge des Bergbaus des SDAG Wismut erfolgte im Mai 1955 der Abriss des Gebäudes. Nach 1990 wurden die Grundmauern durch  Arbeitsbeschaffungsmaßnahmen freigelegt und eine Erläuterungstafel aufgestellt.
Unmittelbar neben der einstigen Pochwäsche befindet sich das Mundloch des Gegenglück Stollns. Bis nach dem Zweiten Weltkrieg stand dort auch das Gegenglücker Zechenhaus.
Der Maler Arthur Großer aus Johanngeorgenstadt fertigte ein Gemälde vom Hohneujahrer Pochwerk im Winter.

## Risse
- William Tröger Neujahr, Frisch Glück und Gottes Segen Erbstolln, Römischer Adler, Gnade Gottes, Gotthelf Schaller und Hohneujahr Fundgrube bei Johanngeorgenstadt (Grund- und Seigerriss). 1834.